# Aroma
 Denne artikel bør gennemlæses af en person med fagkendskab for at sikre den faglige korrekthed.

Aroma (fra græsk aroma 'krydderi, vellugt) er den oplevelse af fødevarer eller andre substanser, der primært bestemmes af den kemiske opfattelse af sanserne smag og duft.

## Betydninger
karakteristisk, behagelig og krydret duft (og smag) fx fra en fødevare eller et nydelsesmiddel.         
Synonymer:  bouquet  næse, duft, lugt, vellugt.
Eksempler: fin aroma
Anvend altid friskt, koldt vand ved brygningen, derved får kaffen den bedste smag og aroma.
Er en del af en sensorisk oplevelse. Se også Sans.

## Aromastoffer
Naturlige eller kunstige aromastoffer anvendes i husholdning, industri og erhverv til produktion af mejeriprodukter,  brød, Coca_Cola, øl, spiritus, tobak etc. 

### Naturlig aroma (aromastoffer)
Vellugtende flygtige stoffer stammer fra planter eller andre især æteriske oliergiver duft og smag.

### Kunstig aroma (aromastoffer)
Aromatiske forbindelser hører til organiske kemiske forbindelser, der indeholder benzol-kerne.

## Ekstern henvisning
- BioSite, aroma og smag